# Isarco
L'Isarco (Eisack en allemand) est un cours d'eau du nord de l'Italie. Il prend sa source dans la haute vallée de l'Isarco, dans la région du Trentin-Haut-Adige, aux abords du col du Brenner. Il rejoint l'Adige au sud de Bolzano.
Affluents principaux :
- le Fleres, à Colle Isarco ;
- la Rienza, à Bressanone ;
- le rio Gardena ;
- le Rio Bria, à Prato all'Isarco ;
- l'Ega ;
- la Talvera, à Bolzano.

L'Isarco arrose les localités suivantes :
- Vipiteno ;
- Bressanone ;
- Chiusa ;
- Bolzano.

Avec un débit moyen de 78 m3/s et une forte dénivellation (de plus de 250 % entre le col du Brenner et Colle Isarco), le cours d'eau a été exploité de manière intensive par des centrales hydroélectriques.